# Віковий дуб черешчатий (Токмакський район)
Віковий дуб черешчатий — ботанічна пам'ятка природи місцевого значення. Об'єкт розташований на території Токмацького району Запорізької області, село Долина, вул. Центральна, 68.
Площа — 0,05 га, статус отриманий у 1982 році.